# Hypoleria ina
Hypoleria ina är en fjärilsart som beskrevs av William Chapman Hewitson 1858. Hypoleria ina ingår i släktet Hypoleria och familjen praktfjärilar. Inga underarter finns listade i Catalogue of Life.